# Gouvernement Tittoni
Royaume d'Italie
Giolitti II Fortis I
Le gouvernement Tittoni (Governo Tittoni, en italien) est le gouvernement du royaume d'Italie entre le 12 mars 1905 et le 27 mars 1905, durant la XXIIe législature.

## Composition
Composition du gouvernement
- Droite historique

### Président du conseil des ministres
Tommaso Tittoni